# Buti
Buti là một đô thị ở tỉnh Pisa trong vùng Toscana thuộc Ý, có cự ly khoảng 50 km về phía tây của Florence và khoảng 15 km về phía đông của Pisa. Tại thời điểm ngày 31 tháng 12 năm 2004, đô thị này có dân số 5.566 người và diện tích là 23,1 km².
Buti giáp các đô thị: Bientina, Calci, Capannori, Vicopisano.

## Công trình nổi bật
- Lâu đài Tonini
- Medici Villa
- Castel di Nocco
- Nhà thờ St. Francis